# Consol
Consol - system radionawigacyjny. Używał radiolatarni, których antena (najczęściej zestaw anten) miała charakterystykę obrotową, wielolistkową. Do odbioru można było używać zwykłych radioodbiorników. Zliczanie kropek i kresek pozwalało określić radionamiar od anteny, który (przy dużych odległościach) należało poprawić ze względu na ortodromiczne rozchodzenie się sygnału a możliwość kreślenia na mapach loksodrom. Z jednej radiolatarni otrzymywano jedną linię pozycyjną. Dokładność pomiaru była lepsza niż 1°. Zasięg maksymalny to około 2000 km.
System był opracowany w Niemczech w czasach przed II wojną światową jako SONNE i był w użyciu do lat 90 XX wieku.